# Dagmar Hirschfelder
Dagmar Hirschfelder (* 1973 in Georgsmarienhütte) ist eine deutsche Kunsthistorikerin und seit 2021 Direktorin der Berliner Gemäldegalerie.

## Leben und Wirken
Hirschfelder studierte Kunstgeschichte, Germanistik und Geschichte an der Rheinischen Friedrich-Wilhelms-Universität in Bonn und der Sorbonne in Paris. 2005 wurde sie mit einer Arbeit zu Tronie und Porträt in der niederländischen Malerei des 17. Jahrhunderts bei Hans-Joachim Raupp in Bonn promoviert. Von 2005 bis 2007 absolvierte sie ein Volontariat am Germanischen Nationalmuseum in Nürnberg (Sammlung Gemälde bis 1800 und Glasmalerei). Im Anschluss betreute sie als Projektkoordinatorin die Neueinrichtung der Schausammlung „Renaissance – Barock – Aufklärung“, die 2010 eröffnet wurde. Nach einer zweijährigen Mitarbeit im Forschungs- und Ausstellungsprojekt „Der frühe Dürer“ warb sie 2012 Drittmittel im Wettbewerbsverfahren der Leibniz-Gemeinschaft für das Forschungsprojekt „Die deutsche Tafelmalerei des Spätmittelalters. Kunsthistorische und kunsttechnologische Erforschung der Gemälde im Germanischen Nationalmuseum, Nürnberg“ ein und leitete bis 2017 ein Team aus Kunsthistorikern und Kunsttechnologen. Von Juni 2017 bis Oktober 2021 war Hirschfelder Leiterin der Abteilung Gemälde und Grafik des Kurpfälzischen Museums in Heidelberg. Seit November 2021 leitet sie als Nachfolgerin von Michael Eissenhauer die Berliner Gemäldegalerie.
Ihre Arbeitsschwerpunkte sind die deutsche Tafelmalerei des Spätmittelalters, die niederländische Malerei und Grafik des 17. Jahrhunderts sowie die deutsche Malerei und Grafik des 16. bis 19. Jahrhunderts. In Ausstellungen und Projekten beschäftigt sie sich darüber hinaus mit Themen der Kulturgeschichte des deutschsprachigen Raums sowie der Kunst des 20. Jahrhunderts.

## Schriften (Auswahl)
Monographien
- Tronie und Porträt in der niederländischen Malerei des 17. Jahrhunderts, Berlin 2008. [Dissertation] Digitalisat

Bestandskataloge
- Die Gemälde des Spätmittelalters im Germanischen Nationalmuseum. Franken, hrsg. von Daniel Hess, Dagmar Hirschfelder u. Katja von Baum, 2 Bde., Regensburg 2019.

Ausstellungskataloge und Sammelbände
- Renaissance – Barock – Aufklärung. Kunst und Kultur vom 16. bis zum 18. Jahrhundert. Hrsg. Daniel Hess u. Dagmar Hirschfelder. (Die Schausammlungen des Germanischen Nationalmuseums. 3). Nürnberg 2010. Digitalisat
- Tronies – Das Gesicht in der Frühen Neuzeit. Beiträge zu einem internationalen Symposium im Haus der Kunst, München, 4. Februar 2011. Hrsg. von Dagmar Hirschfelder u. León Krempel, Berlin 2013.
- Unwirklichkeiten. Das Imaginäre in der Kunst von Caspar David Friedrich bis Picasso. Ausstellungskatalog Heidelberg 2018/19, Heidelberg 2018. (mit Hans-Günther Schwarz)
- Michael Wolgemut – mehr als Dürers Lehrer, Ausstellungskatalog Nürnberg 2019/20. Hrsg. von Benno Baumbauer, Dagmar Hirschfelder u. Manuel Teget-Welz, Regensburg 2019.
- Unwirklichkeiten. Zum Problem der Realität in der Moderne. Hrsg. von Hans-Günther Schwarz, Dagmar Hirschfelder u. Frieder Hepp. (Schriftenreihe des Instituts für Deutsch als Fremdsprachenphilologie. 19), München 2020.
- Frauenkörper. Der Blick auf das Weibliche von Albrecht Dürer bis Cindy Sherman. Ausstellungskatalog Heidelberg 2021/22. Petersberg 2021.
- Frans Hals, Meister des Augenblicks. Hatje Cantz, Berlin 2024, ISBN 978-3-7757-5749-2.

## Ausstellungen
- Renaissance – Barock – Aufklärung. Kunst und Kultur vom 16. bis zum 18. Jahrhundert (Dauerausstellung Germanisches Nationalmuseum Nürnberg; Eröffnung März 2010)
- Der frühe Dürer (Germanisches Nationalmuseum Nürnberg, 24.05.–02.09.2012).
- Wilhelm Trübner (1851–1917). „Reine Malerei“ zwischen Impressionismus und Abstraktion (Universitätsbibliothek Heidelberg, Kurpfälzisches Museum Heidelberg, Sammlung Jayme Heidelberg, 08.11.2017–11.03.2018). (Virtuelle Ausstellung)
- Königskinder. Das Schicksal des Winterkönigs und seiner Familie (Kurpfälzisches Museum Heidelberg, 06.10.2019–16.02.2020)
- Unwirklichkeiten. Das Imaginäre in der Kunst von Caspar David Friedrich bis Picasso (Kurpfälzisches Museum Heidelberg, 14.10.2018–17.02.2019)
- Frauenkörper. Der Blick auf das Weibliche von Albrecht Dürer bis Cindy Sherman (Kurpfälzisches Museum Heidelberg, 24.10.2021–20.02.2022)